# Vallås

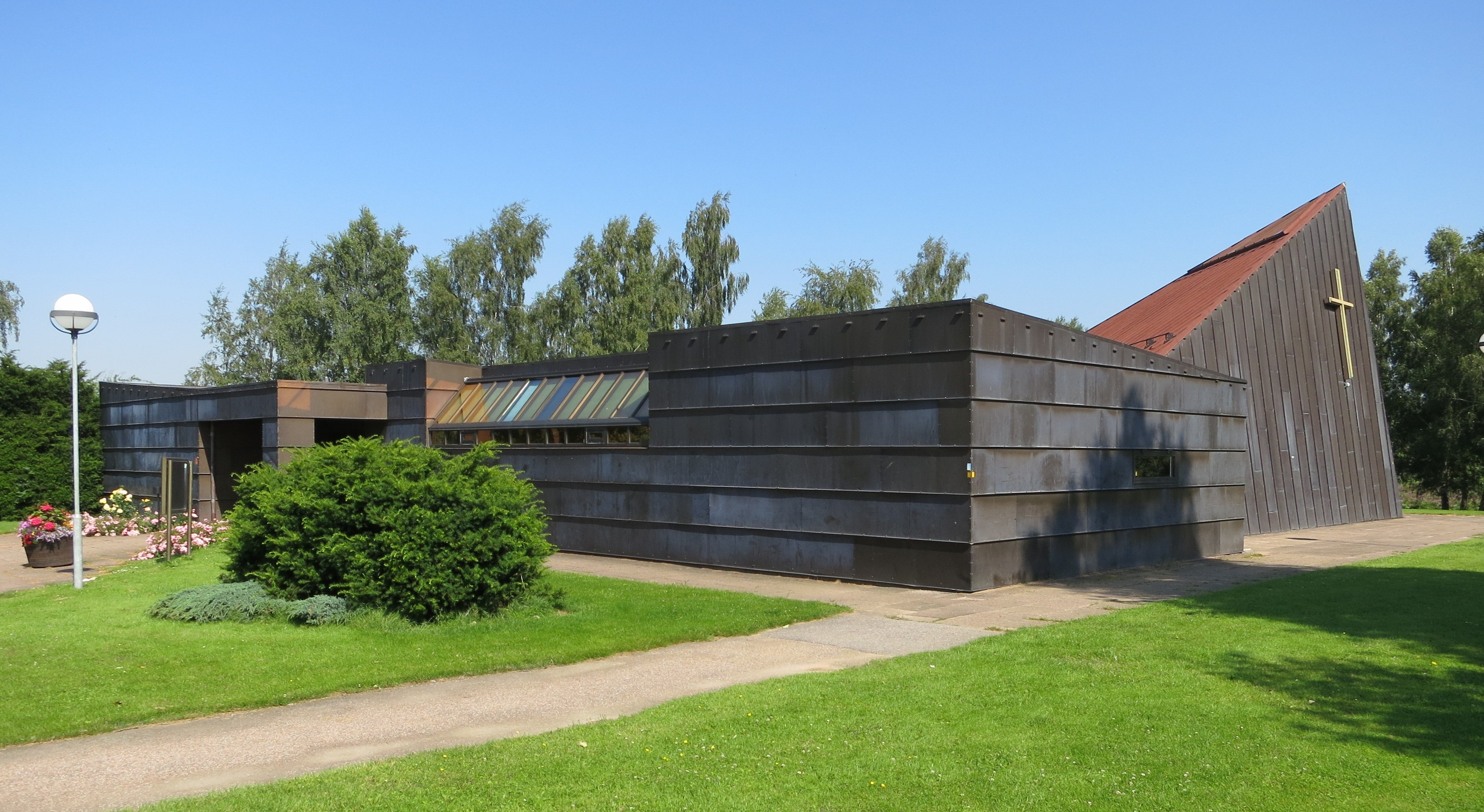
Vallås kyrka, invigd 1975

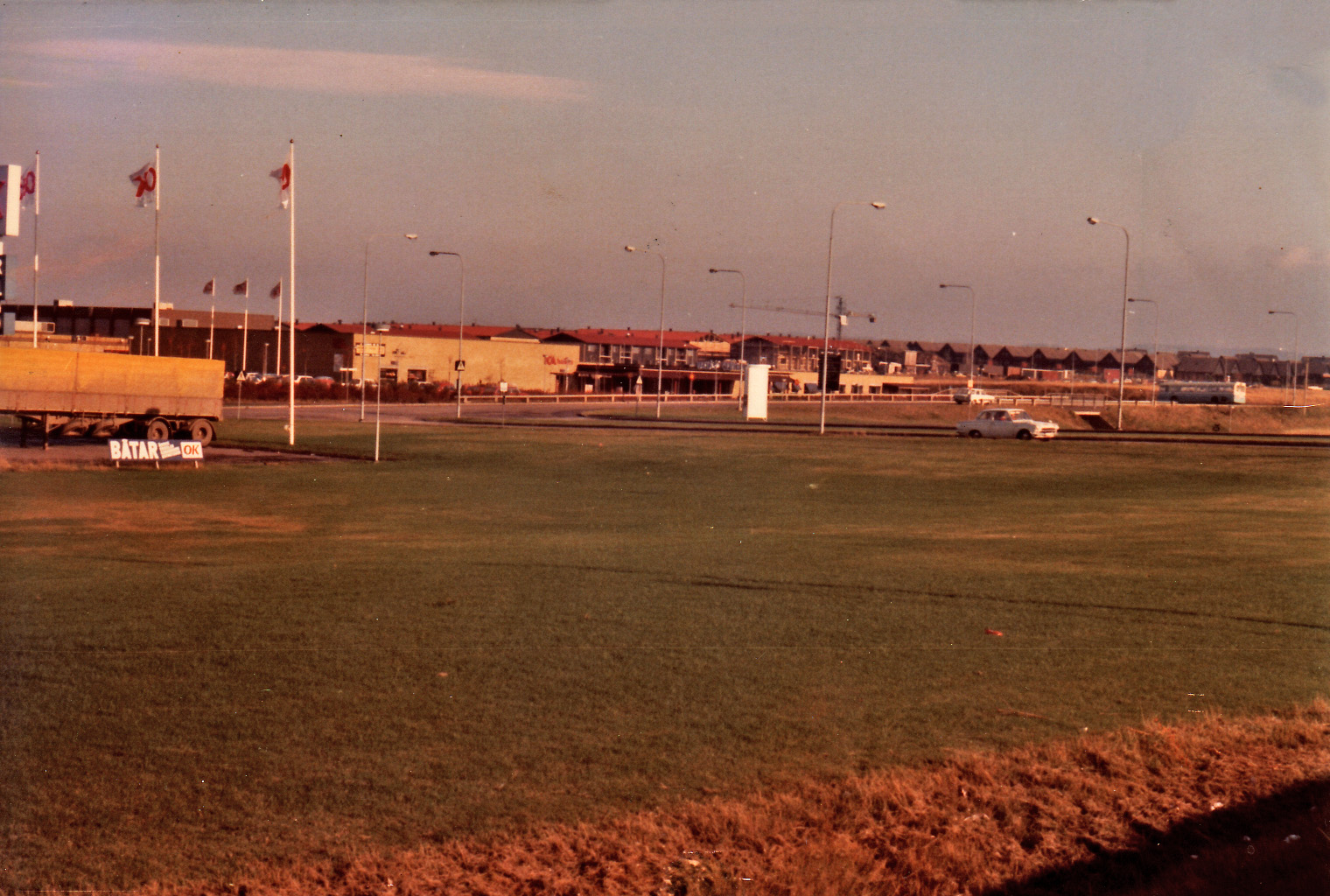
Vallås Centrum, Halmstad, fotograferat från Växjövägen 4 november 1976.

Vallås är en stadsdel i Halmstad, belägen 4 km öster om centrum. I området bor cirka 5 800 personer. Hela området bebyggdes på 1970-talet på tidigare jordbruksmark.
Stadsdelen har ett eget centrum med Ica Supermarket, apotek, restauranger och butiker. Här finns Vallås bibliotek och en vårdcentral med sköterskor, sjukgymnaster och läkare. Folktandvården har en klinik i Vallås Centrum. Här ligger även grundskolan 1-9. 
Det finns väl utbyggd äldrevård i form av Vallås äldreboende och Dalsbo gruppboende. På Vallås finns flera förskolor och centralt ligger Vallåsskolan, en grundskola 1-9.
Strax öster om Vallås ligger Halmstadtravet, Halmstad travbana.
En stor del av värmen i Halmstads fjärrvärmesystem produceras på Kristinehed norr om Vallås. Där i närheten finns även Halmstad halkbana, ett mindre industriområde och hållplatsen Sannarp på Järnvägslinjen Halmstad-Nässjö.

## Kända Vallåsbor
Exempel på framstående personer som kommer från, eller har bott på Vallås.
- Peter Wahlbeck
- Roy Hodgson
- Marcus Sahlman
- Tibor Joza
- Joe Sise
- Jonas Snäckmark
- Carl Henrik Gidensköld
- Roger Gunnarsson
- Jörgen Persson
- Håkan Hemlin
- Magnus Haglund
- Anders Rosén
- Lars Erik "Svängsta" Larsson
- Roger "Nemo" Johansson
- Björn Nordberg
- Sigge Johansson
- Janne Holmberg
- Lasse "Pop" Svensson